# Scatella lindbergi
Scatella lindbergi är en tvåvingeart som beskrevs av Dahl 1959. Scatella lindbergi ingår i släktet Scatella och familjen vattenflugor. Inga underarter finns listade i Catalogue of Life.